# ایرپینک
ایرپینک (به انگلیسی: Airpink) یک شرکت هواپیمایی است که در تاریخ ۲۰۰۴ میلادی تأسیس شده است. دفتر مرکزی ایرپینک در بلگراد، صربستان واقع شده‌است و قطب این شرکت هواپیمایی در فرودگاه بلگراد نیکولا تسلا قرار دارد و به مارگیت، Sishen , Plettenberg Bay, کیپ‌تاون، پرواز مستقیم انجام می‌دهد.